# Никонов, Дмитрий Иванович
Дми́трий Ива́нович Ни́конов (3 ноября 1899 года, Карасино — 14 апреля 1938 года, Хабаровск) — советский политический и государственный деятель.

## Биография
Дмитрий Иванович Никонов родился а 1899 году в селе Карасино Воскресенского района Московской области.

### Образование
Низшее.

### Карьера
Член ВКП(б).
- 22  апреля 1937 года — 21 ноября 1937 года: Первый секретарь Камчатского обкома ВКП(б).

### Личная жизнь
Проживал: город Петропавловск-Камчатский.

### Репрессии
- 21 ноября 1937 года — арестован.
- 14 апреля 1938 года — осуждён выездной сессией Военной коллегии Верховного суда СССР.
  - Обвинён по статье 58-1а-7-8-11 УК РСФСР.
  - Мера наказания: Расстрел. Имущество конфисковано[1].
  - Место расстрела: г. Хабаровск.

#### Реабилитация
- 28 ноября 1956 года — реабилитирован определением Военной коллегии ВС СССР.